# Chetopa
Chetopa är en ort i Labette County i Kansas. Vid 2020 års folkräkning hade Chetopa 929 invånare.